# Aeroporto di Cambridge City
L'Aeroporto di Cambridge City (IATA: CBG, ICAO: EGSC) è un aeroporto regionale britannico situato presso la città di Cambridge e il villaggio di Teversham.
A partire dal 2016 l'aeroporto non ha più voli di linea ed è attualmente utilizzato per i voli dell'aviazione generale. Dispone di tre piste: una pista in asfalto con orientamento 05/23, una pista in erba con orientamento 05G/23G e un'altra pista in erba con orientamento 10/28.